# تربیت و جامعه‌شناسی
تربیت و جامعه‌شناسی کتابی از امیل دورکیم است.

## ترجمهٔ فارسی
این کتاب با ترجمهٔ علیمحمد کاردان در سال ۱۳۷۶ منتشر و در مراسم کتاب سال جمهوری اسلامی ایران به‌عنوان کتاب شایسته تقدیر معرفی شد.